# Dietenhofen
Dietenhofen is een gemeente in de Duitse deelstaat Beieren. De gemeente, met de status van Markt, maakt deel uit van de Landkreis Ansbach.
Dietenhofen telt 5.593 inwoners.

## Plaatsen in de gemeente Dietenhofen
| - Adelmannsdorf - Andorf - Dietenhofen - Dietenholz - Ebersdorf - Frickendorf - Götteldorf | - Haunoldshofen - Herpersdorf - Höfen - Hörleinsdorf - Kehlmünz - Kleinhabersdorf - Kleinhaslach | - Lentersdorf - Leonrod - Methlach - Mosmühle - Münchzell - Neudietenholz - Neudorf | - Oberschlauersbach - Rothleiten - Rüdern - Seubersdorf - Stolzmühle - Walburgswinden - Warzfelden |  |

Adelshofen ·
Arberg ·
Aurach ·
Bechhofen ·
Bruckberg ·
Buch a.Wald ·
Burgoberbach ·
Burk ·
Colmberg ·
Dentlein a.Forst ·
Diebach ·
Dietenhofen ·
Dinkelsbühl ·
Dombühl ·
Dürrwangen ·
Ehingen ·
Feuchtwangen ·
Flachslanden ·
Gebsattel ·
Gerolfingen ·
Geslau ·
Heilsbronn ·
Herrieden ·
Insingen ·
Langfurth ·
Lehrberg ·
Leutershausen ·
Lichtenau ·
Merkendorf ·
Mitteleschenbach ·
Mönchsroth ·
Neuendettelsau ·
Neusitz ·
Oberdachstetten ·
Ohrenbach ·
Ornbau ·
Petersaurach ·
Röckingen ·
Rothenburg ob der Tauber ·
Rügland ·
Sachsen b.Ansbach ·
Schillingsfürst ·
Schnelldorf ·
Schopfloch ·
Steinsfeld ·
Unterschwaningen ·
Wassertrüdingen ·
Weidenbach ·
Weihenzell ·
Weiltingen ·
Wettringen ·
Wieseth ·
Wilburgstetten ·
Windelsbach ·
Windsbach ·
Wittelshofen ·
Wolframs-Eschenbach ·
Wörnitz